# Всё для фронта! Всё для победы!
«Всё для фронта! Всё для победы!» — лозунг Российской коммунистической партии (большевиков), выдвинутый Лениным и впервые употреблённый вскоре после Октябрьской революции и начала гражданской войны, как предлог для массового разграбления («экспроприации») большевистскими функционерами и революционными матросами учреждений музейного фонда, а также «упразднённых» церквей, монастырей и т. д. Упоминается в директиве Совета народных комиссаров от 29 июня 1941 года. Публично провозглашён И. В. Сталиным 3 июля 1941 года в ходе выступления по радио. Пропаганда нацистской Германии также использовала этот же лозунг.

## История
Константин Душенко в своём исследовании «Словарь современных цитат» пишет, что лозунги «Всё для войны!», «Всё для победы!» появились в Первую мировую войну, широко использовались в российской «оборонческой» прессе, а затем использовались в гражданскую войну, как «красными», так и «белыми», вместе с лозунгом «Всё для фронта!». Затем, через два десятилетия, 1 июля 1941 года под этим лозунгом вышла шапка 1-й полосы «Правды».

## Великая Отечественная война
Выражал сущность программных действий, разработанных Советским правительством для превращения страны в единый боевой лагерь, подчинённый единственной цели — победе в Великой Отечественной войне. Лозунг был поддержан всеми слоями населения СССР. Перекликался с лозунгами «В труде — как в бою!», «Фронту надо — сделаем!» и другими.
| В трудные, кризисные времена в жизни любой страны, в момент атаки внутреннего или внешнего врага величайшее значение имеет объединяющий всех призыв, в котором должна быть выражена суть всеобщих усилий. Партия, которой народ доверил свою судьбу, должна поднять сразу все слои. все классы, чётко указать цели и показать противника. Наша ленинская партия в совершенстве владеет этим искусством. В тот момент лозунгом «Всё для фронта! Всё для победы!» партия повернула каждого советского человека лицом к опасности. Вокруг этого призыва объединились люди самых различных взглядов и привычек, военные и сугубо штатские, мужчины и женщины, без различия возраста и происхождения. Во имя высшей патриотической цели - защиты своего Отечества поднялись народы всего нашего многонационального государства, многократно умножив своим единым духовным порывом материальную силу и мощь оружия. Г. К. Жуков Воспоминания и размышления. |